# قمی‌کلا
قمی‌کلا، روستایی از توابع بخش مرکزی شهرستان بابل در استان مازندران است.
این روستا از نظر تقسیمات کشوری جزء دهستان اسبوکلا و بخش مرکزی شهرستان بابل در استان مازندران به‌شمار می‌رود.
این روستا در جنوب غربی شهر بابل، در ۳۶ درجه و ۲۶ دقیقه شمالی و در ۵۲ درجه و ۳۶ دقیقه شرقی و در فاصله ۱۵ کیلومتری بابل قرار دارد.

## راه‌های ارتباطی
این روستا از شمال با روستای قصاب ذالکان و از جنوب با روستای معلم کلا توسط جادهٔ آسفالته در ارتباط می‌باشد. از غرب به رودخانهٔ کلارود (یکی از شاخه‌های رودخانهٔ بابلرود) و آن طرف رود با روستای عالی زمین و از شرق با روستای دونه سر و گل چوب همسایه می‌باشد که با این سه روستا از راه ارتباطی مناسبی برخوردار نمی‌باشد.

## تقسیمات روستایی
روستای قمی کلا در بین ساکنان به دو بخش اصلی بالا محله و پایین محله تقسیم می‌شود که کاملاَ به هم متصل می‌باشند.

## وجه تسمیه
براساس اسناد موجود مربوط به اوایل پهلوی اول، روستایی که به قمی کلا مشهور گردیده «قومی کلا» بوده‌است که فرضیه هجرت اقوامی از قم به این روستا را رد می‌کند.
در لغت نامه دهخدا، در مورد کلمهٔ «قومی کلا» اینگونه بیان شده‌است:
قومی کلا. [ق َ ک َ] (اِخ) از ده‌های بارفروش است. رجوع به ترجمهٔ مازنداران و استرآباد رابینو ص ۱۶۰ شود.

## زبان مردم روستا
زبان بومی مردم قمی کلا زبان مازندرانی (تبری) می‌باشد. ساکنان این روستا به زبان فارسی نیز تکلم می‌کنند.

## اقتصاد
اقتصاد قمی کلا بر پایه کشاورزی و باغداری استوار است. برخی از ساکنان روستا به شغل دامپروری نیز مشغولند.

## جمعیت
این روستا در دهستان اسبوکلا قرار دارد و بر اساس سرشماری مرکز آمار ایران در سال ۱۳۸۵، جمعیت آن ۶۵۲ نفر (۱۸۱خانوار) بوده‌است.